# Christian Songs
La Christian Songs (precedentemente nota come Hot Christian Songs) è la classifica dei singoli musicali di ispirazione cristiana di maggior successo negli Stati Uniti, pubblicata settimanalmente da Billboard. La classifica ha 50 posizioni, ed è stata pubblicata per la prima volta nel giugno 2003. Dal 7 dicembre 2013 la classifica usa la stessa metodologia della Billboard Hot 100: misurare la diffusione dei brani in tutti i formati radiofonici, incorporando i dati delle vendite digitali e delle attività di streaming.

## Record

### Artisti con più singoli alla prima posizione
| Numero di singoli | Artista        |
| ----------------- | -------------- |
| 13                | MercyMe        |
| 9                 | Casting Crowns |
| 6                 | Chris Tomlin   |
| 6                 | Jeremy Camp    |
| 6                 | Third Day      |
| 6                 | TobyMac        |
| 5                 | Matthew West   |
| 4                 | Lauren Daigle  |
| 3                 | Brandon Heath  |
| 3                 | Aaron Shust    |
| 3                 | Jordan Smith   |

### Canzoni che sono rimaste per almeno 15 settimane alla prima posizione
| Numero di settimane | Artista                          | Canzone                                 | Anno                | Nota   |
| ------------------- | -------------------------------- | --------------------------------------- | ------------------- | ------ |
| 132                 | Lauren Daigle                    | You Say                                 | 2018–21             | [ 1 ]  |
| 61                  | Hillsong United                  | Oceans (Where Feet May Fail)            | 2013–14, 2015, 2016 | [ 2 ]  |
| 37                  | Hillsong Worship                 | What a Beautiful Name                   | 2017–18             | [ 3 ]  |
| 26                  | Carrie Underwood                 | Something in the Water                  | 2014–15             | [ 4 ]  |
| 23                  | MercyMe                          | Word of God Speak                       | 2003                | [ 5 ]  |
| 19                  | Needtobreathe                    | Brother                                 | 2015                | [ 6 ]  |
| 19                  | Casting Crowns                   | East to West                            | 2007                | [ 7 ]  |
| 19                  | Brandon Heath                    | Give Me Your Eyes                       | 2008                | [ 8 ]  |
| 18                  | Chris Tomlin                     | Made to Worship                         | 2006                | [ 9 ]  |
| 18                  | Lauren Daigle                    | Trust in You                            | 2015                | [ 10 ] |
| 18                  | Cory Asbury                      | Reckless Love                           | 2018                | [ 11 ] |
| 17                  | Matthew West                     | Hello, My Name Is                       | 2013                | [ 12 ] |
| 15                  | Jeremy Camp                      | Take You Back                           | 2005                | [ 13 ] |
| 15                  | Building 429                     | Where I Belong                          | 2012                | [ 14 ] |
| 15                  | Chris Tomlin                     | Whom Shall I Fear (God of Angel Armies) | 2013                | [ 15 ] |
| 15                  | Hillary Scott & The Scott Family | Thy Will                                | 2016                | [ 16 ] |

- Fonti:[17][18]